# Czarne
Czarne ['ʈ͡ʂarnɛ] (en alemán Hammerstein) es una localidad polaca localizada en el distrito de Człuchów, en el voivodato de Pomerania. 

## Toponimia
Czarne toma su nombre del río Czernica, un afluente del río Gwda. La denominación de Hammerstein aparece por primera vez en documento que data de 1395 con la forma de Hamersteyn. Hammerstein significa, en alemán, «martillo de piedra».

## Historia
Tras la primera partición de Polonia en el año 1772, la localidad pasó a manos de Prusia, formando parte de la provincia de Prusia Occidental. Las autoridades prusianas ordenaron el derribo del castillo de Czarne. En 1885, la armada prusiana construyó un campo de prácticas (Übungsplatz).
En la Primera Guerra Mundial, el Ejército Imperial Alemán estableció en Czarne un campo de prisioneros de guerra. En la Segunda Guerra Mundial, la localidad fue el lugar donde se localizaba el campo de prisioneros Stalag II-B. En 1945, Czarne (que entonces se llamaba según su denominación en alemán, Hammerstein) fue cedido a Polonia en virtud del acuerdo de Potsdam. Se procedió a la expulsión de la población alemana, siendo esta sustituida por polacos.

## Ciudades hermanadas
- Langlingen, Alemania.[3]

## Habitantes ilustres
- Rudolf Hellgrewe, pintor e ilustrador alemán de paisajes.
- Alexander Beer, arquitecto alemán.